# Vantoux-et-Longevelle
Vantoux-et-Longevelle é uma comuna francesa na região administrativa da Borgonha-Franco-Condado, no departamento do Alto Sona. Estende-se por uma área de 9.67 km². Em 2010 a comuna tinha 184 habitantes (densidade: 19 hab./km²).